# Heinz Zander
Heinz Zander, född 2 oktober 1939 i Wolfen, död 15 maj 2024, var en tysk målare, tecknare, grafiker, illustratör och författare. Han studerade under Bernhard Heisig vid Hochschule für Grafik und Buchkunst Leipzig från 1959 till 1964. Åren 1967 till 1970 var han Meisterschüler under Fritz Cremer vid Akademie der Künste i Berlin. Han bor och verkar sedan 1970 i Leipzig och är förknippad med rörelsen Leipzigskolan.
Hans oljemålningar var påverkade av manierismen, något han drev längre än någon annan tysk från samma generation. Hans motiv var ofta hämtade från mytologi, antikens litteratur, medeltida legender och folksagor. Han skrev även romaner, noveller och essäer.